# Meredith Belbin
Raymond Meredith Belbin, född 4 juni 1926, död 6 mars 2025, var en brittisk forskare inom ledarskapsområdet, mest känd för sin forskning om teamarbete i ledningsgrupper. Belbin var gästprofessor vid Henley Management College i Storbritannien
Belbin var tretton år gammal när andra världskriget bröt ut. Han bodde i ett särskilt utsatt  område som kallades för bombgränden. Belbin vägrade evakuera med sin familj utan fortsatte sin utbildning på Royal Grammal School i High Wycombe där han var en högpresterande elev. 
På grund av omständigheterna under år 1945 var det svårt att bli antagen till universitet men Belbin fick en plats vid Cambridge Universitetet, där han sedan träffade sin blivande fru, Eunice. 

## Belbins forskning
Belbin gav 1981 ut boken Management Teams, där han redovisar resultaten från forskning på hur medlemmar av ett team interagerar under artificiella affärsspel. Ett huvudresultat är att medlemmarna i ett framgångsrikt team tillsammans täcker upp nio olika roller (i ursprungliga forskningsresultaten skapades åtta roller, men i boken Teamroller i praktiken läggs även specialistrollen till som en nionde roll).

### Plant
Individualistisk, kreativ och oortodox. Ofta sammankopplad med rena geni-egenskaper. Bortser ibland från praktiska detaljer.

### Implementer
Konservativ, organisatorisk och disciplinerad. Kan vara oflexibel. Agerar ofta som teamets praktiska tänkare, med förmågan att skapa processer och metoder för att nå målen.

### Coordinator
Lugn, självsäker och målstyrd. Uppvisar sällan hög kreativitet eller intelligens. Säkerställer att teamets alla medlemmar medverkar genom att fördomsfritt ta hänsyn till allas åsikter.

### Shaper
Dynamisk, överspänd, utmanande och målinriktad. Kan vara provocerande och otålig. Driver teamet till att konfrontera problem.

### Resource Investigator
Entusiastisk, nyfiken och kommunikativ. Tappar gärna intresset efter den inledande entusiasmen. Bidrar starkt positivt till teamets resultat genom sin förmåga att nätverka och utforska möjligheter utanför teamet.

### Monitor Evaluator
Strategisk, diskret och förnuftig. Ofta låg förmåga att motivera andra. Samlar in och utvärderar samtliga möjligheter i en problemställning.

### Team Worker
Social, känslig och mild. Kan vara obeslutsam. Fokuserar på teamets personliga relationer, och jobbar för att upprätthålla bra samarbetsklimat.

### Completer
Metodisk, samvetsgrann och perfektionistisk. Oroar sig för småsaker. Säkerställer kvalitet i teamets arbete genom sitt fokus på detaljer.

### Specialist
Den nionde teamrollen som skapades för att beskriva den roll en tillfälligt inhyrd specialist får i teamet.

## Belbins teamroller i praktiken
Oberoende av vilken teamroll varje medarbetare besitter, så är det ytterst sällan som någon enskild arbetare jobbar isolerat. Vid arbete i grupp eller team bör så kallade belbinrapporter utföras. Rapporterna kan hjälpa teammedlemmen att förstå sin funktion i teamet.
Belbinrapporter innefattar rapporter som är designade för att presentera en så komplett syn på teamet som möjligt. Ingen av rapporterna redogör för alla aspekter av teamrollen. Det handlar snarare om att tillföra nya perspektiv till den befintliga teamrollen. Endast det resultat ur rapporten som är relevant bör redogöras för teamet så att inte missförstånd ska uppstå. Rapporten bör utformas utifrån teamets syfte, teamets bakgrund och potentiella problem inom teamet. När det gäller att implementera rapportens resultat sker det genom att man låter teammedlemmarna reflektera över och diskutera resultatet. Genom detta arbetssätt optimeras resultatet vid användningen av belbinrapporter.

## Teamroller och kön
Ur rapporten An evalution of gender differences on the Belbin Team Role Self-Perception Inventory, skriven av Neil Anderson och Sarah Sleap, har fokus riktats mot hur kön kan kopplas till Belbins nio olika teamroller. I studien presenteras ett resultat som tyder på att det finns vissa olikheter mellan könen när det kommer till vilka teamroller som är oftast förekommande mellan könen. Ett av resultaten är att män tenderar att fungera som teamrollerna Shaper och Plant. Däremot tenderade kvinnor att ha teamrollen Team worker.

## Kritik riktat mot Belbins teamroller
Det kan verka svårt att uppskatta vinster och förluster vid egentligt organisatoriskt handlande, därför har kritik riktats mot Belbins teamroller då det som framkallar framgång i ett managementspel inte måste äga rum i faktiska team i existerande organisationer. Enligt kritikerna finns det ett större antal avgörande faktorer för att kunna bilda ett högpresterande team i förhållande till de nio teamroller Belbin tagit fram. Utan hänsyn till denna kritik används idag Belbins teamrollsanalys vid ledarskapsutveckling. Den är vanligt förekommande inom den privata och offentliga sektorn.

### Fotnoter
1. 1 2  läs online, www.belbin.com , läst: 11 mars 2025.[källa från Wikidata]
2. ↑  Belbin announce the passing of Dr. Meredith Belbin, legendary pioneer of Team Role theory | Cambridge Network (på engelska), läs online, läst: 13 mars 2025.[källa från Wikidata]
3. ↑  Companies House, person-ID på Companies House: uIQ92yTpDsnk4aL0YSJiZaDbHeo, läst: 19 augusti 2021.[källa från Wikidata]
4. ↑  ”Dr. R. Meredith Belbin 4th June 1926 – 6th March 2025” (på engelska). Belbin. https://www.belbin.com. Läst 14 mars 2025.
5. 1 2  ”Belbin | Great teams start with Belbin”. www.belbin.com. http://www.belbin.com/about/dr-meredith-belbin/. Läst 17 oktober 2017.
6. 1 2  ”Belbin | Great teams start with Belbin”. www.belbin.com. http://www.belbin.com/about/belbin-reports/. Läst 17 oktober 2017.
7. ↑  Anderson, Neil; Sleap, Sarah (2004-09-01). ”An evaluation of gender differences on the Belbin Team Role Self-Perception Inventory” (på engelska). Journal of Occupational and Organizational Psychology 77 (3):  sid. 429–437. doi:10.1348/0963179041752637. ISSN 2044-8325. http://onlinelibrary.wiley.com/doi/10.1348/0963179041752637/abstract. Läst 17 oktober 2017.
8. ↑  Lindkvist, Lars (2014). Organisationsteori : struktur, kultur, processer (6., rev. och aktualiserade uppl). Liber. ISBN 9789147111275. OCLC 941626303. https://www.worldcat.org/oclc/941626303